# The Hennessy

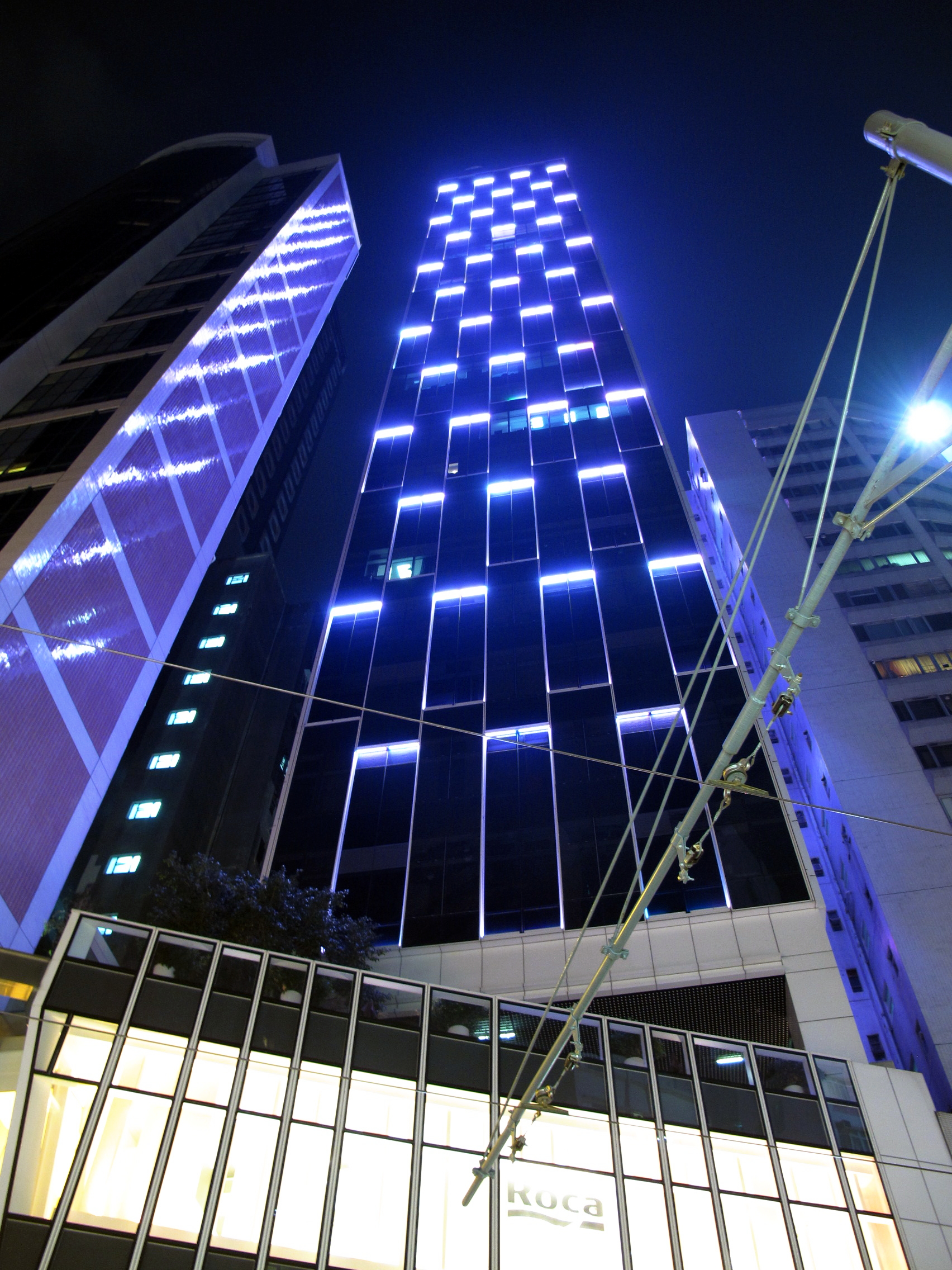
面向莊士敦道夜景

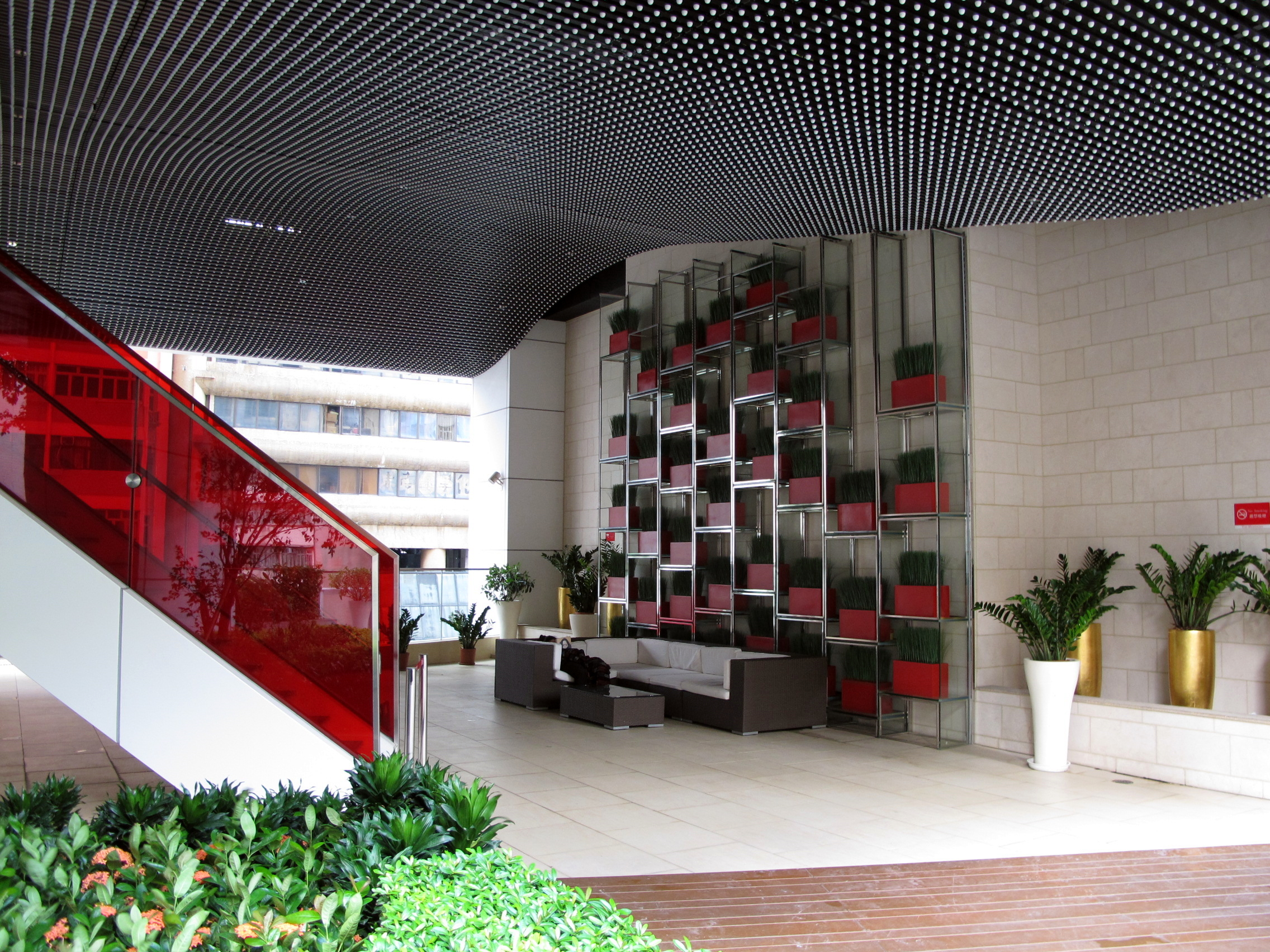
位於二樓花園平台

The Hennessy前稱TwoFiveSix，為香港的一座商業大廈，位於灣仔軒尼詩道256號，樓高31層，廈內包括餐飲、零售及寫字樓部份，由信和集團發展，於2008年11月落成。

## 設計
大廈由CL3 Architect Ltd設計，採用Loft Style的紐約風格，每層樓高4.8米及裝設落地玻璃。位於二樓花園平台，可看到城市景色。大廈在2009年獲得「第十七屆亞太室內設計大獎-公共空間」冠軍。

## 租戶
租戶包括多間餐飲食肆，位於3樓、22樓、25樓、30至31樓，而商鋪包括壽司郎居酒屋「杉玉 SUGIDAMA」及樂家浴具陳列室ROCA。

## 交通
港鐵
- █  港島綫：灣仔站

電車
巴士

## 外部連結
- The Hennessy官方網站（页面存档备份，存于）